# Kandy (district)
Kandy (Singalees: Mahanuvara; Tamil: Kaṇṭi) is een district in de Centrale Provincie van Sri Lanka. Het heeft een oppervlakte van 2365 km² en meer dan 1 miljoen inwoners. De hoofdstad is de stad Kandy.

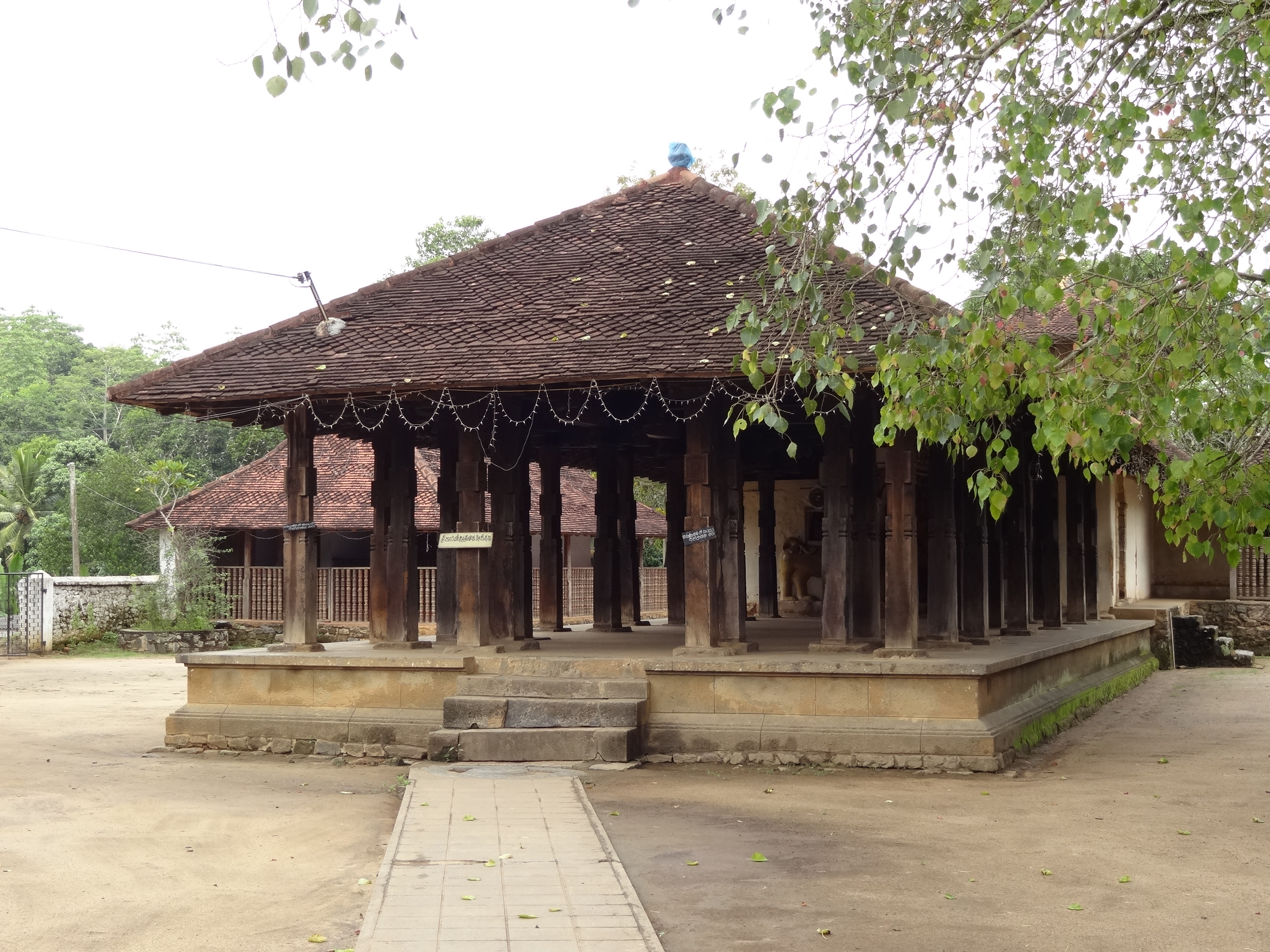
Embekka Devalaya
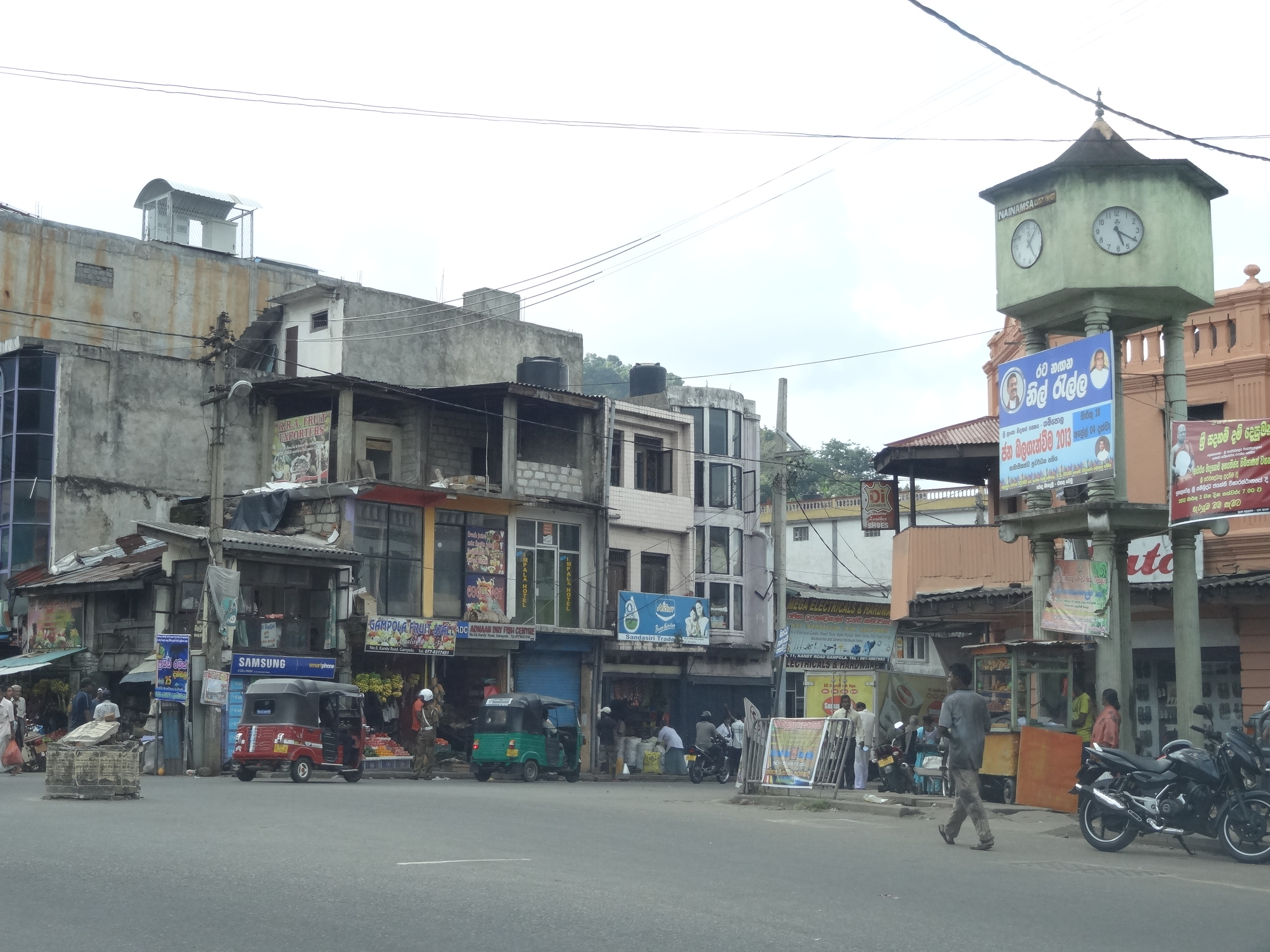
Gampola
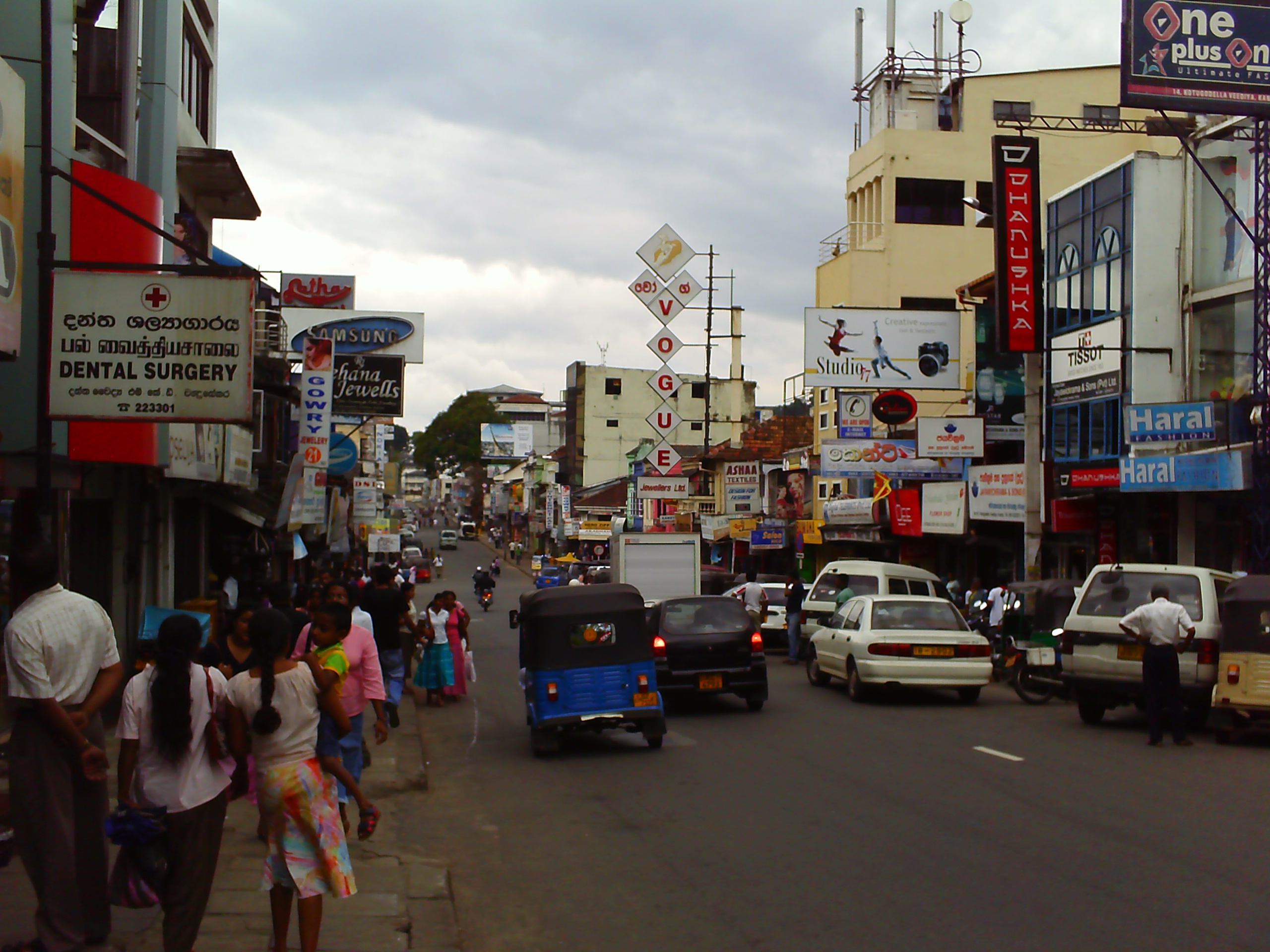
Kandy
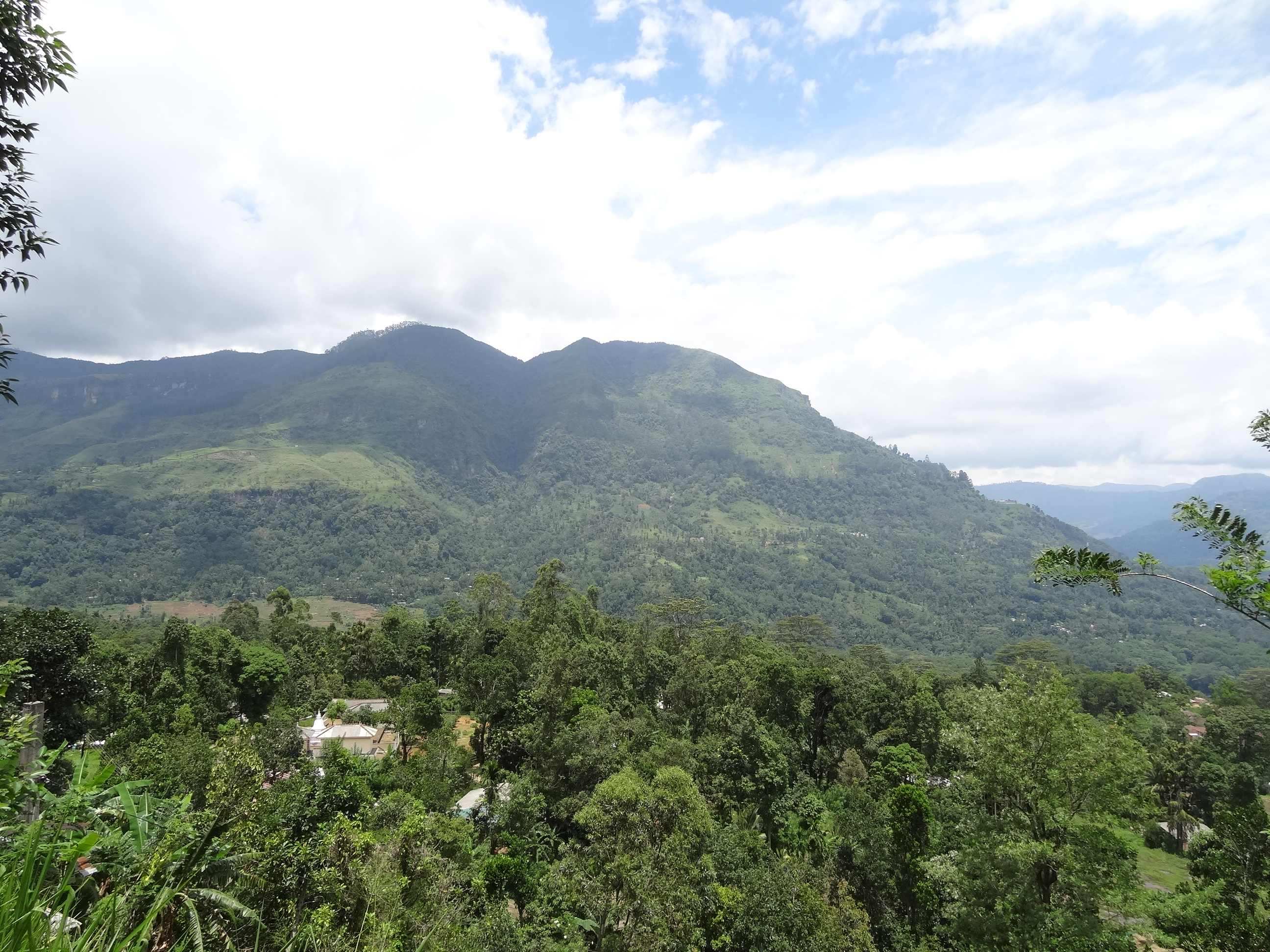
Tawalantenne
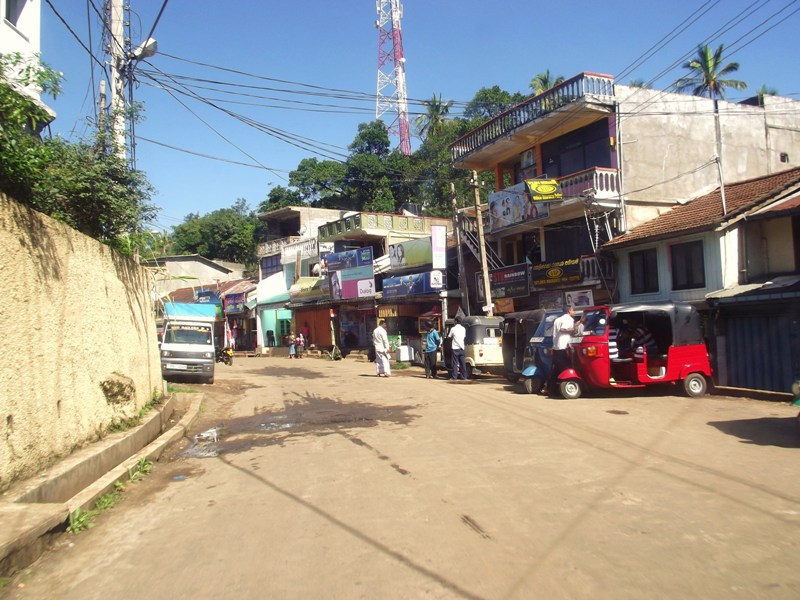
Galaha

## Bevolking
Het district Kandy telt ruim 1,375 miljoen inwoners, waarvan het merendeel in dorpen op het platteland woont (81%).
| Volkstellingsjaar | 1981      | 2001      | 2012      |
| ----------------- | --------- | --------- | --------- |
| Inwonersaantal    | 1.048.317 | 1.279.028 | 1.375.382 |

### Etniciteit
Ruim 1 miljoen inwoners zijn etnische Singalezen (74%). De grootste minderheden zijn Sri Lankaanse Moren (14%) en Tamils (11%).

### Religie
Het boeddhisme is de grootste religie (73%), gevolgd door de islam (14%), het hindoeïsme (10%) en het christendom (3%).
| Religieuze samenstelling (2012) | Religieuze samenstelling (2012) | Religieuze samenstelling (2012) | Religieuze samenstelling (2012) | Religieuze samenstelling (2012) |
| ------------------------------- | ------------------------------- | ------------------------------- | ------------------------------- | ------------------------------- |
|                                 |                                 |                                 |                                 |                                 |
| Boeddhisme                      | Boeddhisme                      |                                 | 72,9%                           | 72,9%                           |
| Islam                           | Islam                           |                                 | 14,0%                           | 14,0%                           |
| Hindoeïsme                      | Hindoeïsme                      |                                 | 10,5%                           | 10,5%                           |
| Christendom                     | Christendom                     |                                 | 2,6%                            | 2,6%                            |
| Geen/Overig                     | Geen/Overig                     |                                 | 0,0%                            | 0,0%                            |

Centrale Provincie (Kandy · Matale · Nuwara Eliya) · Oostelijke Provincie (Ampara · Batticaloa · Trincomalee) · Noordelijke Centrale Provincie (Anuradhapura · Polonnaruwa) · Noordelijke Provincie (Jaffna · Kilinochchi · Mannar · Mullaitivu · Vavuniya) · Noordwestelijke Provincie (Kurunegala · Puttalam) · Sabaragamuwa (Kegalle · Ratnapura) · Uva (Badulla · Moneragala) · Westelijke Provincie (Colombo · Gampaha · Kalutara) · Zuidelijke Provincie (Galle · Hambantota · Matara)